# Oxaea stenocoryphe
Oxaea stenocoryphe is een vliesvleugelig insect uit de familie Andrenidae. De wetenschappelijke naam van de soort is voor het eerst geldig gepubliceerd in 1947 door Moure.